# Chiesa di San Martino (Recco)
La chiesa di San Martino è un luogo di culto cattolico situato nella frazione di Polanesi, in via Polanesi, nel comune di Recco nella città metropolitana di Genova. La chiesa è sede della parrocchia omonima del vicariato di Recco-Uscio-Camogli dell'arcidiocesi di Genova.

## Storia

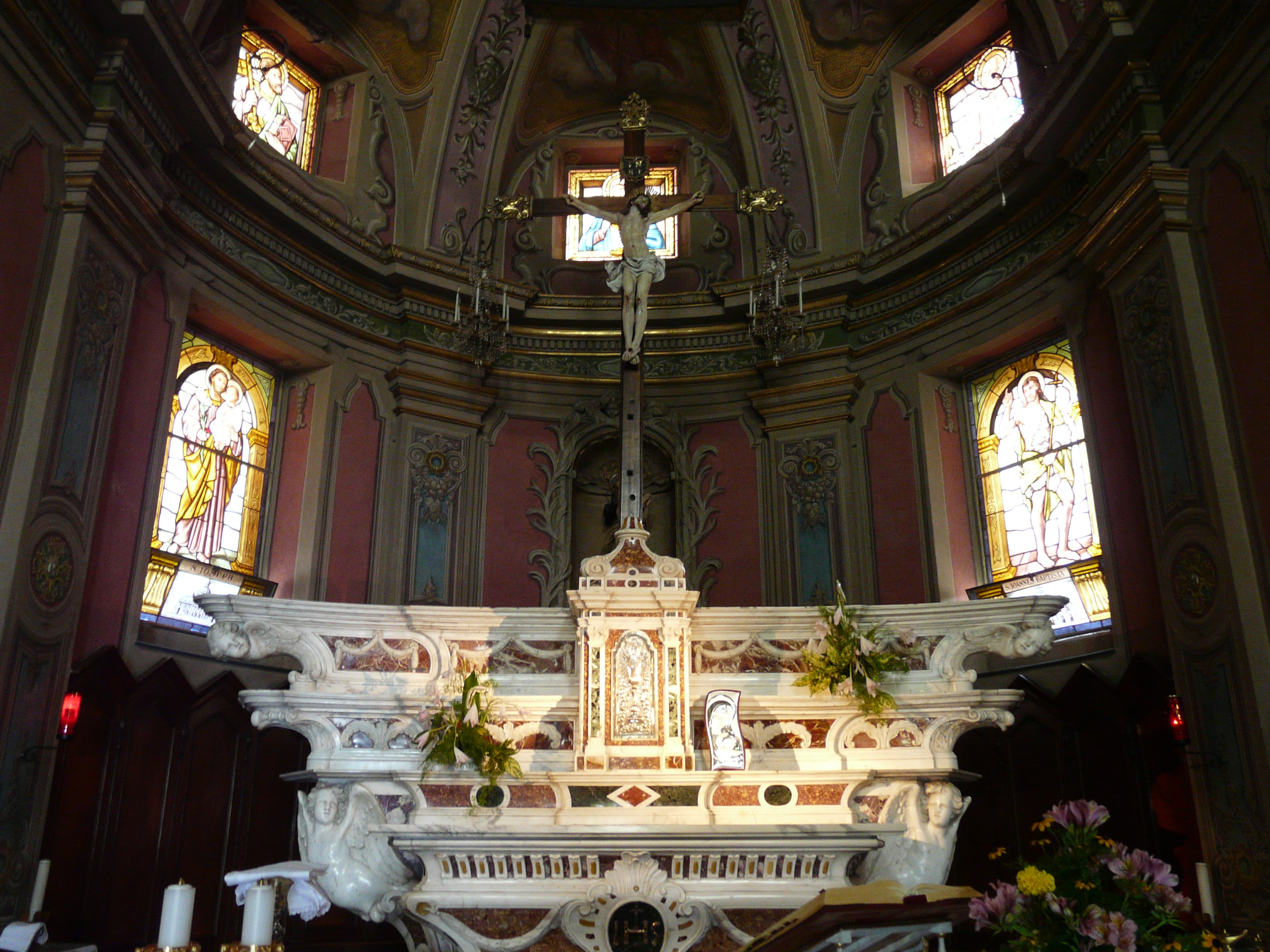
L'altare maggiore

La sua prima citazione ufficiale, con il nome di cappella di San Martino di Recco, risale in un atto datato al 1195 e secondo alcuni testi la sua comunità fu affidata a partire dal 1311 direttamente all'arciprete di Recco. La comunità religiosa di Polanesi fu unita, prima del 1460, assieme alla Parrocchia Nostra Signora delle Grazie di Megli diventandone succursale dall'11 aprile del 1469.
Dal 1512 al 1534 fu aggregata alla comunità di Avegno per poi ritornare succursale di Megli fino al 1639. Nello stesso anno, il 4 giugno, il cardinale Stefano Durazzo la elevò al titolo di parrocchia.

## Descrizione
L'interno è ad unica navata con cinque altari laterali di cui il maggiore fu donato alla chiesa in seguito alla soppressione della chiesa di San Nicolò nel 1799. Nel 1816 l'allora rettore Antonio Assereto ne chiese appunto il trasferimento al marchese Domenico Franzone, quest'ultimo padre dell'arcivescovo di Torino Luigi Franzone e dove anni prima la sua famiglia finanziò a proprie spese la realizzazione dell'altare nella chiesa di San Nicolò.
La chiesa fu ufficialmente consacrata dal cardinale e arcivescovo di Genova Giuseppe Siri il 27 ottobre del 1954; nello stesso giorno s'incoronò anche l'immagine della Madonna della Salute.
L'edificio, inoltre, conserva un pregevole organo a canne, realizzato nel XVII secolo da Tommaso I Roccatagliata.